# Милоје Јовановић (трговац)
Милоје Јовановић (Каменица, код Ниша, ? — Горњи Матејевац, код Ниша 13/25. април 1841), чорбаџија, организатор и вођа буне против Турака у Нишу и околини 1835. године и Нишке буне из 1841. године, која захватила читаву данашњу југоисточну Србију (тадашњу нишку, пиротску, лесковачку и прокупачку нахију) и делове Бугарске.

## Биографија
Рођен је у Каменици код Ниша на крају последње деценије 18. века у чорбаџијској породици Цветка Јовановића. Био је дугогодишњи кмет Каменице, а неко време 1835. године и кнез нишке нахије. Тргујући по Србији често је путовао до Крагујевца где је, по причама, добијао новац од кнегиње Љубице за подизање народа Ниша и околине против Турака.
Положај становника Ниша и околних села био је отежан после 1833. године, када је повучена нова српско-турска граница, по којој се Србија, добивши проширење од шест нахија, примакла до самог Ниша. Турски заповедник Ниша Махмуд-паша увео је додатне кулуке и друге обавезе, посебно у области натуралне ренте. Пребацивање турског дела царинарнице из Београда у Ниш, отежало је и положај нишких трговаца извозника, плаћањем царина за производе, али и нишких занатлија, због увећаног пореза. За Ниш и нишку нахију, као пограничину област, турски управни систем је вршио велики притисак преко промета робе српских трговаца, којима је онемогућавана слободна трговина.
У таквим условима јануара 1835. године подигнут је устанак 16 нишких пограничних села према Србији: Палиграце, Врело, Веле Поље, Миљковац, Горња и Доња Топоница, Горња и Доња Трнава, Горњи и Доњи Матејевац, Церје, Каменица, Кравље, Дражевац, Горњи Крупац и Бели Брег.

Буна није успела. До сукоба је дошло 16/28. јануара на Железнику код Миљковца, где су устаници поражени.

Буна од 16. јануара је обновљена 3. фебруара, када се подигао већи број села које је предводио Милоје Јовановић. До великог сукоба дошло је 7. марта 1835. године, када су и Срби и Турци имали велике губитке. Турци су три дана пљачкали нишка села па су се вратили у Ниш, оставивши своју посаду у Каменици и Горњем Матејвцу. На захтев кнез Милошевог изасланика, Аврама Петронијевића, састали су се устанички вођи, са Милоје Јовановићем на челу, и нишки Салих-паша. Турска власт је дала амнестију учесницима и нишки паша је пристао да забрани Турцима улазак у нишка села, а новоизбрани нахијски кнез Милоје би обављао све послове са турским властима у Нишу.

Салих-паша није поштовао забрану уласка у нишка села, то ће учинити нови Осман Хаири-паша који је постављен, исте, 1835. године. Он је донео Уредбу којом је забранио улаз Турцима у нишка села, а све послове са турским властима требало је да обављају сеоски кметови, као и обавезе свих спахијских натуралних давања. Уредба се задржача до 1839. године и доласка новог турског заповедника Мустафе Сабри-паше. Нови паша, од 1840. године, завео је таксе и обавезе становништва у Нишу и околних села, а у настојању да се лично обогати увео је глобу и уцену. Због допуштања слободног уласка органа власти у села и куће, као и неограничене пљачке материјалних добара, отмице жена, и убистава, јавна безбедност у Нишу и селима сасвим је нестала.
У пролеће је почела је Нишка буна против Турака и њиховог зулума.
Устанак је отпочео сабором око 150 људи, које је сазвао Милоје Јовановић, код горњоматејавчког манастира св. Јована Крститеља „у Томину недељу“ 5. априла 1841. године. Сакупили су се сви организатори устанка, који су положили заклетву верности покрету. Заклетву је положило 30 организатора устанка из 15. нишких, једног алекиначког села(Дражевца) и два заплањска села и два градска насеља: Ниша и Власотинца. Милоје Јовановић је изабран да преговара са пашом о укидању зулума, који је позван да дође к њима, заједно са „мухасилом и два вилајестска кнеза“. Нишки паша је, међутим, послао неке друге људе, са захтевом да народ њима изјави шта жели. Ови пашини изасланици су утамничени.

Милоје Јованић је 6. априла 1841. године подигао народ на устанак: нишавску, пиротску, лесковачку, прокупачку нахију, као и делове Бугарске. Устанак је трајао кратко , свега десетак дана. Борбе су вођене у пиротском и белопаланчком крају, Заплању, а такође у лесковачком, власотиначком, прокупачком и врањском крају. Било је преко 20 000 устаника, али много слабије наоружаних од Турака. Одлучујући сукоб се збио код Камениице и Горњег Матејвца, 12. априла 1841. године. У Горњем Матејвцу је око 150 устаника бранило кулу коју су Труци гађали топовима. Нишки паша је за потребе гушења буне довео и око 800 Арнаута „из Арнаутлука“. Милоје Јовановић се затворио у кулу са побуњеницима који нусу желели да се предају о долевао непрекидним нападима Турака. Пружен је јуначки отпор, али је пораз био неизбежан. Милоје Јовановић је погинуо или је извршио само убиство, како су тврдили његови саборци да не би пао Турцима жив у руке. Милојеву главу, са главама још 31. устаника, Мустафа паша је однео у Ниш и поставио на ћуприју, где су их турска и циганска деца тукла батинама и камењем, а Турци засецали ножевима.

Нишка буна 1841. године била је највећи пкрет портив Турака после Првог српског устанка 1804. године. Њен вођа представља изузетну личност у историји борбе Нишлија за ослобођење од Турака.